# Lewkowo Nowe
Lewkowo Nowe (wcześniej Nowe Lewkowo) – wieś w Polsce, położona w województwie podlaskim, w powiecie hajnowskim, w gminie Narewka, nad Narewką. Leży w bezpośrednim sąsiedztwie wsi Lewkowo Stare.
W latach 1975–1998 wieś jako Nowe Lewkowo administracyjnie należała do województwa białostockiego. 

## Opis
Wieś wykształciła się prawdopodobnie z osady bojarskiej. 
1 stycznia 2006 r. nazwa miejscowości została zmieniona z Nowe Lewkowo na Lewkowo Nowe.
W lipcu-sierpniu 1941 roku niemiecki 322 batalion policji wysiedlił mieszkańców wsi, paląc ją i rabując inwentarz, plony i cały dobytek.

## Integralne części wsi
| SIMC    | Nazwa  | Rodzaj  |
| ------- | ------ | ------- |
| 0036972 | Łozowe | kolonia |

Wieś jest siedzibą leśnictwa Lewkowo.
We wsi znajduje się prawosławny cmentarz z XIX wieku o powierzchni 1,6 ha z cerkwią pod wezwaniem Zmartwychwstania Pańskiego (zbudowaną w 1965), podlegającą parafii w Lewkowie Starym.

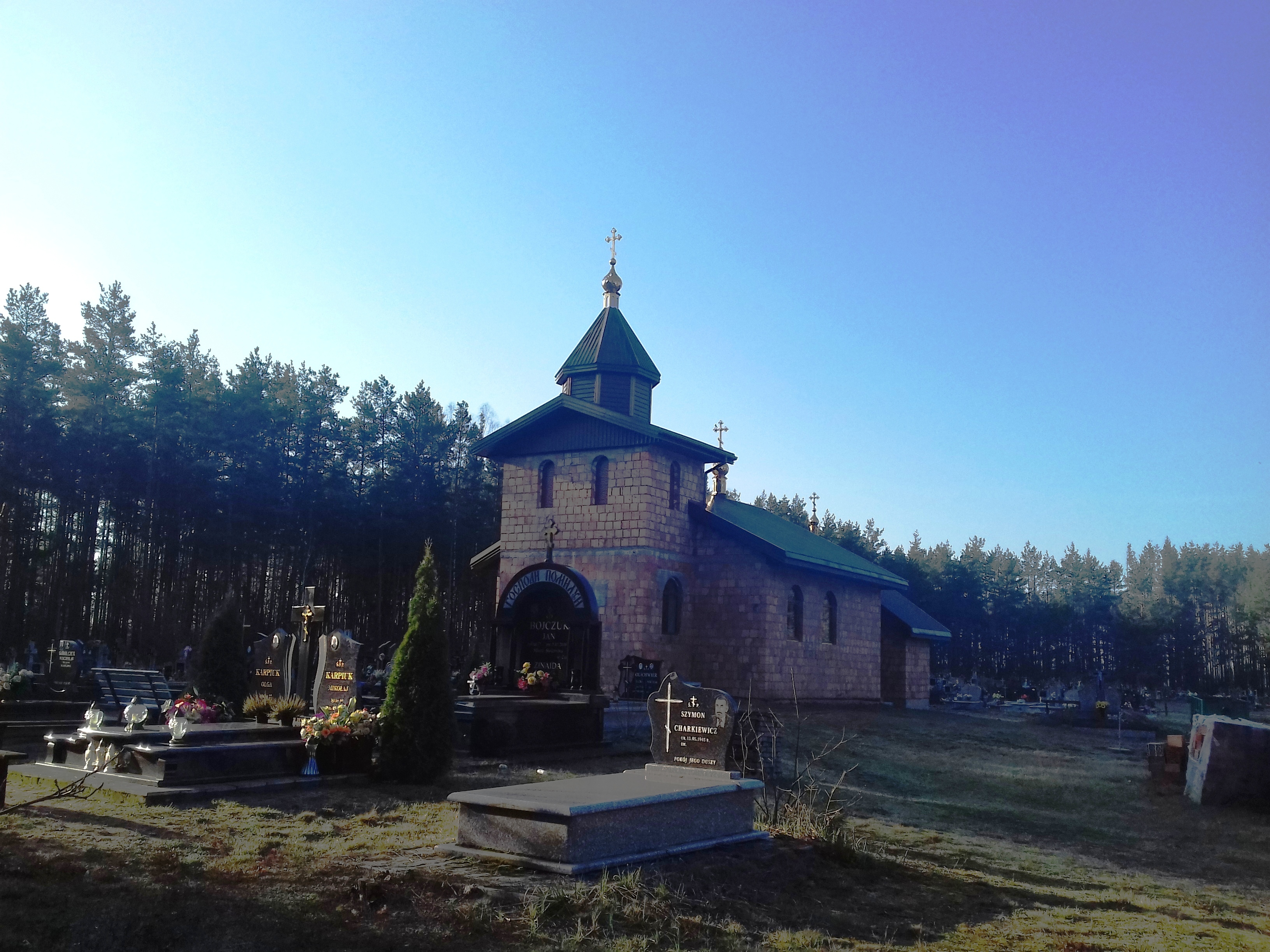
Cerkiew cmentarna Zmartwychwstania Pańskiego